# Liste der Abgeordneten zum Vorarlberger Landtag (V. Gesetzgebungsperiode)
Diese Liste der Abgeordneten zum Vorarlberger Landtag listet die Abgeordneten zum Vorarlberger Landtag in der fünften Gesetzgebungsperiode von 1878 bis 1884 auf.

## Landtagsabgeordnete
| Name                               | Wahlklasse1 | Region                | Anmerkung                                        |
| ---------------------------------- | ----------- | --------------------- | ------------------------------------------------ |
| Aichner Simon                      | Virilstimme |                       | ab 1883 als Nachfolger von Johann Nepomuk Amberg |
| Amberg Johann Nepomuk              | Virilstimme |                       | gestorben am 16. März 1882                       |
| Belrupt-Tissac Karl von            | SM          | Bregenz               |                                                  |
| Berchtold Bartholomäus             | LG          | Bregenz-Bregenzerwald |                                                  |
| Ganahl Carl                        | SM          | Feldkirch             |                                                  |
| Gilm Ferdinand von                 | LG          | Feldkirch-Dornbirn    |                                                  |
| Hammerer Kaspar Ignaz              | LG          | Bregenz-Bregenzerwald |                                                  |
| Huber Josef Philipp                | LG          | Bludenz-Montafon      | gestorben am 30. Dezember 1882                   |
| Jehly Johann Baptist               | SM          | Bludenz               |                                                  |
| Kohler Johann                      | LG          | Bregenz-Bregenzerwald |                                                  |
| Nigsch Johann Josef                | LG          | Bludenz-Montafon      | ab 1883 als Nachfolger von Josef Philipp Huber   |
| Ölz Josef Anton                    | LG          | Bregenz-Bregenzerwald |                                                  |
| Redler Josef                       | LG          | Bregenz-Bregenzerwald | ab 1880 als Nachfolger von Josef Schmid          |
| Reisch Martin                      | LG          | Bludenz-Montafon      | ab 1882 als Nachfolger von August Thurnher       |
| Rheinberger Philipp Jakob          | LG          | Feldkirch-Dornbirn    |                                                  |
| Rhomberg Albert                    | SM          | Dornbirn              | bis 1882                                         |
| Schmadl Ludwig                     | LG          | Feldkirch-Dornbirn    |                                                  |
| Schmid Josef                       | LG          | Bregenz-Bregenzerwald | bis 1880                                         |
| Schneider Franz Josef              | LG          | Feldkirch-Dornbirn    |                                                  |
| Thurnher August                    | LG          | Feldkirch-Dornbirn    | bis 1882                                         |
| Thurnher Johannes                  | LG          | Feldkirch-Dornbirn    |                                                  |
| Thurnher Martin                    | SM          | Dornbirn              | ab 1882 als Nachfolger von Albert Rhomberg       |
| Tschavoll Josef Andreas Ritter von | SM          | Feldkirch             | Abgeordneter der Handels- und Gewerbekammer      |
| Vonbank Josef Mathäus              | LG          | Bludenz-Montafon      |                                                  |
| Wittwer Bernhard                   | LG          | Bludenz-Montafon      |                                                  |

1 SM ... Städte und Märkte
  LG ... Landgemeinden